# Primera Asamblea de Filólogos y Lingüistas
La Primera Asamblea de Filólogos y Lingüistas fue una reunión de especialistas de lenguas indígenas realizada en México del 9 al 17 de mayo de 1939. El objetivo de la asamblea era establecer las políticas a seguir para la alfabetización en lenguas indígenas en México. La asamblea fue convocada por el Departamento Autónomo de Asuntos Indígenas y el Departamento de Antropología de la Escuela Nacional de Ciencias Biológicas. A raíz de esta Asamblea, se creó el Consejo de Lenguas Indígenas y se impulsaría la educación bilingüe en México.

## Antecedentes
A partir de la promulgación de la Ley para Escuelas de Instrucción Rudimentaria en junio de 1911, la política lingüística en la educación en México fue de castellanización por inmersión directa. Esta política fue defendida por el educador Gregorio Torres Quintero, quien argumentaba que la transmisión directa era el método más efectivo de enseñar una lengua. Torres Quintero consideraba que la enseñanza en lengua materna ayudaba a la conservación de las lenguas indígenas, lo que para él representaba un obstáculo para el progreso nacional.
La política de inmersión directa se replicó en las Escuelas Rurales durante la década de 1920. Sin embargo, funcionarios de la Secretaría de Educación Pública, como el educador Moisés Sáenz, observaron que la población indígena no aprovechaba los conocimientos de la escuela mientras no aprendía español. En una visita a Guatemala en septiembre de 1931, Sáenz atestiguó los progresos del misionero William Cameron Townsend con la población cackchiquel en Guatemala, gracias a la alfabetización en lengua indígena, razón por la cual lo invitó a México para replicar el método psicofonémico. Con el apoyo del gobierno de Lázaro Cárdenas, Townsend empezó a trabajar en Tetelcingo, Morelos en el verando de 1934. La experiencia de Townsend influiría en la Asamblea de Filólogos y Lingüistas, donde se adoptaría su método de alfabetización.

## Organización de la Asamblea
La Primera Asamblea de Filólogos y Lingüistas fue solicitada por el Departamento Autónomo de Asuntos Indígenas, dirigido por Luis Chávez Orozco. Para su realización, se pidió el apoyo del Departamento de Antropología de la Escuela Nacional de Ciencias Biológicas, adscrito entonces al Instituto Politécnico Nacional.
El 22 de abril de 1939, el jefe del departamento de antropología, Daniel Rubín de la Borbolla, envió una invitación a los filólogos y lingüistas enfocados en el estudio de las lenguas indígenas de México para discutir los problemas de la enseñanza en la lengua indígena, el estado de las investigaciones, entre otras cuestiones. En la invitación, se pidió a los especialistas llevar consigo todo el material de sus investigaciones. En el programa se incluyeron una serie de conferencias sobre lingüística impartidas por Morris Swadesh y Norman A. McQuown. Además de los lingüistas, fueron invitados a la asamblea funcionarios del gobierno, maestros normalistas e informantes de lenguas indígenas.

## Resolutivos de la Asamblea
En el acta de la Asamblea de Filólogos y Lingüistas, los participantes acordaron crear el Consejo de Lenguas Indígenas, siendo Morris Swadesh su primer director. El Consejo tendría como tarea realizar estudios lingüísticos y sociales de las lenguas indígenas, contribuir en la resolución de problemas y entrenar investigadores. En los resolutivos, también se reafirmó la necesidad de estudiar el problema de la educación indígena en México, unificar el criterio científico de especialistas, unificar la metodología de la investigación lingüística, unificar los trabajos para evitar duplicaciones, concentrarse en los problemas más urgentes y revivir la atención a los indígenas.
Entre los resolutivos de la asamblea, se mencionaron las características que deben tener los alfabetos de las lenguas indígenas. La uniformidad en los alfabetos era considerado de vital importancia, así como hacerlo lo más parecido al español, ya que la castellanización era el objetivo final. La asamblea votó por un alfabeto científico para el Consejo de Lenguas Indígenas.
La asamblea también acordó utilizar como lengua estándar las variantes habladas por los grupos de mayor importancia cultural, a excepción del maya y el náhuatl, en los que se prefirió el uso de las variantes clásicas.
Para la elaboración de materiales, se creó una comisión editora con el fin de elaborar y publicar los trabajos lingüísticos que fueran útiles para las investigaciones en lenguas indígenas, así como obtener recurso para la adquisición de materiales tipográficos.
Para la enseñanza rural, se acordó elaborar propaganda para que se confíe en la alfabetización en lengua indígena. También se acordó utilizar maestros rurales nativos para la enseñanza en lengua indígena.